# Travná (Horní Bradlo)
Travná je vesnice a část obce Horní Bradlo v okrese Chrudim. Nachází se asi 1,5 kilometru východně od Horního Bradla. Prochází zde silnice II/343. Travná leží v katastrálním území Travná u Horního Bradla o rozloze 2,72 km².

## Historie
První písemná zmínka o vesnici pochází z roku 1329.